# 平等寺 (京都市下京区)
平等寺（びょうどうじ）は、京都市下京区因幡堂町にある真言宗智山派の寺院。山号は福聚山。本尊は薬師如来。因幡堂、因幡薬師の名で親しまれている。観音堂（本尊・十一面観音）は洛陽三十三所観音霊場第27番札所。

## 歴史
『因幡堂縁起』（『山城名勝志』所収）、『因幡堂縁起絵巻』（東京国立博物館蔵）などに創建の由来が書かれている。縁起は諸本によって内容に若干の違いがあるが、おおむね次のような話である。大納言・橘好古（たちばなのよしふる）の孫である少将・橘行平（たちばなのゆきひら）は、長徳3年（997年）、因幡国司としての任を終えて京に帰ろうとしていたところ、重い病にかかった。ある夜、行平の夢に貴い僧が現れ、「因幡国の賀露津（かろのつ）の浦（現在の鳥取港）に貴い浮き木がある。それは仏の国（インド）から衆生を救うために流れついたものである。それを引き上げてみよ」と言う。行平が賀露津の漁師に命じて、波間に光るものを引き上げてみると、それは等身の薬師如来の像であった。この薬師像を祀ったところ、行平の病は癒え、京に帰ることができた。この薬師像は天竺（インド）の祇園精舎の四十九院の1つ、東北療病院の本尊であった。行平は薬師像をいずれ京に迎えると約束して因幡を後にしたが、その後、因幡を訪れる機会がないうちに長い歳月が過ぎた。長保5年4月7日（1003年5月10日）、行平の屋敷の戸を叩く者がある。戸を開けてみると、それは因幡からはるばる虚空を飛んでやってきた薬師像であった。行平は高辻烏丸の屋敷に薬師像を祀った。これが因幡薬師平等寺の起源であるという。なお、薬師如来像が引き上げられた年を天徳3年（959年）とし、行平は勅命で因幡国一宮・宇倍神社に参拝し、京に帰ろうとした際に病気になったとする縁起もある。一説に薬師仏は因幡国にあった在地豪族・因幡氏の氏寺の薬師寺（座光寺）に安置されていたといい、行平が京都へ持ち去ったとされる。
南都における寺院勢力の強勢振りを嫌い、平安京内には、官寺である東寺・西寺以外に寺院を建立することは禁止されていた。ただし、貴族の持仏堂は建立が認められていた。本寺もこれに相当する。また六角堂（頂法寺）や革堂（行願寺）のような、町堂（辻堂）の建立も認められていた。因幡堂も、これらと並んで町衆の信仰を集めた町堂の代表格である。
平等寺の寺号は、承安元年（1171年）に高倉天皇によって下賜されたものである。
年間約1,000件の祈祷の多くをがんの平癒を祈るものが占めるなど、近年はがん封じの寺として患者などから熱心な信仰を集めている。

## 境内
- 本堂 - 幕末動乱のどんどん焼けで焼失した後、明治19年（1886年）に再建された。鈴木松年筆の仁王画がある。
- 観音堂 - 洛陽三十三所観音霊場第27番札所。
- 収蔵庫
- 庫裏
- 南門

## 文化財

### 重要文化財
- 木造薬師如来立像 - 清凉寺の釈迦如来、善光寺の阿弥陀如来とともに日本三如来の一つとされ、康和5年（1103年）以来、度々の火災を免れて今日に至る[2]。
- 木造釈迦如来立像 - 建保元年（1213年）銘。鎌倉期の秀作。
- 木造如意輪観音坐像 - 鎌倉期の秀作。

## 狂言
「因幡堂」、「鬼瓦」、「仏師」、「六地蔵」、「金津」など複数の狂言で舞台として登場する。

## 前後の札所
洛陽三十三所観音霊場
26 正運寺　-　27 平等寺　-　28 壬生寺塔頭中院
京都十三仏霊場
6 泉涌寺　-　7 平等寺　-　8 大報恩寺
京都十二薬師霊場
1 平等寺　-　2 東寺

## 所在地
- 京都市下京区松原通烏丸東入る上る因幡堂町728[3]

## 交通アクセス
- 京都市営地下鉄烏丸線「四条駅」より徒歩3分（経路案内）。